# Roland Rühle
Roland Rühle (* 5. Oktober 1937 in Stuttgart; † 25. Februar 2012 ebenda) war ein deutscher Physiker, Informatiker und Hochschullehrer.

## Leben
Roland Rühle stammte aus dem Stuttgarter Stadtteil Zuffenhausen. Er studierte in Stuttgart Physik und trat 1964 in das Institut für Kernenergetik und Energiesysteme ein. 1975 wurde Rühle Professor für Anwendungen der Informatik im Maschinenwesen. Im Jahr 1986 übernahm er die wissenschaftliche Leitung des Rechenzentrums der Universität Stuttgart. Ab 1991 leitete Rühle die Abteilung Computersimulation und Visualisierung am Institut für Computeranwendungen der Universität Stuttgart. 1995 gründete er das erste deutsche Bundeshöchstleistungsrechenzentrum HLRS. Im gleichen Jahr war er maßgeblich an der Gründung der Höchstleistungsrechner für Wissenschaft und Wirtschaft Betriebsgesellschaft mbH (hww) beteiligt, deren Direktor er von 1995 bis 2011 war.
Rühle entwickelte ab Anfang der 1970er Jahre ein modulares Simulationssystem für Reaktorsicherheit (RSYST). Mit Hilfe dieses Systems konnte er 1980 noch vor der Öffnung des Unglücksreaktors von Three Mile Island die Folgen des Reaktorunfalls vorhersagen. Im Rahmen dieser Programmentwicklung entwarf Rühle sehr früh hierarchische Datenhaltungsstrukturen und abstrakte Datentypen.
Eine Reihe von Schülern von Rühle sind heute an führender Stelle im deutschen Höchstleistungsrechnen tätig.